# Чумай (Молдова)
Чумай (рум. Ciumai, Чумай) — село в Тараклийском районе Молдавии. Наряду с сёлами Виноградовка, Кириловка и Мирное входит в состав коммуны Виноградовка.

## География
Село расположено на высоте 27 метров над уровнем моря. Расстояние до административного центра коммуны — села Виноградовка 7 км. Недалеко от северной окраины села, по направлению с северо-запада на юго-восток протекает река Большая Салчия, которая заканчивает своё течение в 500 метрах от населённого пункта, впадая в главный магистральный канал (река) Ялпуг.

## Население
По данным переписи населения 2004 года, в селе Чумай проживает 1068 человек (526 мужчин, 542 женщины).
Этнический состав села:
| Национальность | Число жителей | Процентный состав |
| -------------- | ------------- | ----------------- |
| украинцы       | 326           | 30,52             |
| гагаузы        | 321           | 30,06             |
| молдаване      | 170           | 15,92             |
| болгары        | 131           | 12,27             |
| русские        | 107           | 10,02             |
| прочие         | 13            | 1,22              |
| Всего          | 1068          | 100 %             |

## Экономика
Экономика села ограничивается обработкой сельскохозяйственных земель и торговлей. Сельскохозяйственный потенциал села достаточно высок, однако в связи с рядом факторов имеет низкую производительность: недоразвитый технологический сектор, вызванный недостатком инвестиций и затруднённый доступ к кредитам, низкая заработная плата работников, трудовая миграция. Безработица остаётся одной из наиболее острых проблем, с которой сталкивается население на протяжении последних лет.

## Водные ресурсы
Водные ресурсы села Чумай представлены поверхностным и подземными водами. Поверхностные источники воды ограничены. Качественных ресурсов для обеспечения питьевой водой и водой для ирригации недостаточно.
Поверхностные воды
Поверхностные воды в селе Чумай представлены рекой Ялпуг и Большая Салчия, которые протекают рядом с населённым пунктом. Поверхностные воды не могут использоваться для обеспечения жителей села питьевой водой по причине несоответствия санитарным нормам. Качество воды в реке Ялпуг отнесено к V классу качества (очень загрязнённая).
Подземные воды
Подземные воды характеризуются превышением предельно допустимых концентраций соединений, таких как фтор, бор, натрий и сероводород. Вместе с этим, вода из подземных источников является единственно возможным вариантом водоснабжения жителей села Чумай, соседних сёл коммуны Кириловка и Мирное. Подаётся населению при помощи артезианской скважины.

## Водоснабжение и водоотведение
Население села имеет проблемы связанные с доступом питьевой воде. По состоянию на 2016 год в населённом пункте, состоящем из 288 хозяйств, в 46 проведён водопровод. Оставшиеся хозяйства обеспечивается привозной водой частным способом. В населённом пункте локальные канализационные системы установлены в учреждениях образования (детский сад и лицей) и частично в частных хозяйствах.